# Sandy Hook, Kentucky
Sandy Hook är en stad (city) och administrativ huvudort (county seat) i Elliott County i delstaten Kentucky, USA. 2010 hade staden 675 invånare.